# Național Arena (stație de metrou)
Arena Națională este o stație planificată de metrou din București. Se va afla în Sectorul 2, în apropierea intersecției dintre Șoseaua Iancului și Șoseaua Pantelimon, la o adâncime de −14,7 m.